# Popaj
Popaj (eng.: Popeye) je animirani lik iz stripova i serijala crtanih filmova. Prvi put se pojavio u stripu Thimble Theatre 17. siječnja 1929. godine. Izmislio ga je američki crtač Elzie Crisler Segar.

## Životopis
Popaj je simpatični mornar sa sidrima istetoviranima na podlakticama i neizbježnom lulom od kukuruzovine u ustima. Njegov glavni protivnik je Badžo (en: Bluto ponekad Brutus) koji nasrće na njegovu djevojku Olivu (eng. Olive Oyl). Zahvaljujući špinatu Popaj dobiva ogromnu snagu uz pomoć koje lako pobjeđuje Badžu.
Od 1933. do 1957. napravljeno je oko 230 kraćih epizoda te tri dulja animirana filma "Popeye The Sailor meets Sinbad the Sailor" (Mornar Popaj susreće Sinbada moreplovca), "Popeye meets Ali Baba's forty thieves" (Popaj susreće Ali Babu i 40 razbojnika) i "Aladdin and his wonderful lamp" (Aladin i njegova čarobna lampa). Crtane filmove je do 1942. režirao Dave Fleischer, a od 1942., taj su posao obavljali Seymour Kneitel (1942. – 1957., 1960. – 1962.), Isadore Sparber (1942. – 1957.), Bill Tytla (1946. – 1950.), Dan Gordon (1942. – 1944.) i Dave Tendlar(1956).
Godine 1980. snimljen je i igrani film o Popaju u režiji Roberta Altmana. Glavne uloge su igrali Robin Williams (Popaj) i Shelley Duvall (Oliva).

## Sinkronizacija na hrvatski jezik
- Popaj: glas je posudio Ljubiša Pavić,[1] Vlado Kovačić (1990-tih)
- Oliva: glas je posudila Slavica Fila,[1] Mirela Brekalo (1990-tih)
- Badžo (1990-tih Grubač): glas je posudio Krešimir Zidarić (1990-tih)
- Pero Ždero (1990-tih Bartol): glas je posudio Miro Šegrt (1990-tih)
- Kićo (1990-tih Slatkić): glas je posudila Nada Abrus (1990-tih)
- Popajev otac: glas je posudio Ivo Rogulja (1990-tih)
- Vještica: glas je posudila Nada Abrus (1990-tih)
- Popajevi nećaci: glasove posudili: Ivo Rogulja, Ranko Tihomirović i Miro Šegrt (1990-tih)